# Laubach (Lein, Leinzell)
Der Laubach ist ein 3 km langer Bach der Frickenhofer Höhe im baden-württembergischen Ostalbkreis. Nach südöstlichem Lauf – erst länger auf der Gemeindegemarkung von Täferrot, dann kürzer auf der von Leinzell – mündet er beim Wohnplatz Strütle von Leinzell von links in die untere Lein.
Etwa 11 km weiter flussabwärts mündet bei Abtsgmünd-Laubach der „Reichenbacher“ Laubach von rechts in die Lein, nochmals 61⁄2 km weiter abwärts im Dorf Abtsgmünd der Laubbach ebenfalls von rechts.

## Geographie

### Verlauf
Der Laubach beginnt seinen Lauf neben der K 3253, die von Ruppertshofen über Utzstetten ins Leintal kurz vor Leinzell führt. Etwa 150 Meter nach einer in der ausgeräumten Flurlandschaft auffälligen Lindengruppe an der linken Straßenseite beginnt an der rechten auf etwa 503 m ü. NHN in einem Grünstreifen ein gerade gezogener Graben mit anfangs wohl nur zeitweiliger Wasserführung, der südostwärts auf Utzstetten zuläuft. Die Kreisstraße begleitet den Bach fast bis zur Mündung.
Nach etwa 350 Metern fließt er durch ein dessen Ufer säumendes Wäldchen in den etwa 17 Ar großen Feuersee des Ortes ein. Nach Wiederaustritt durchquert der Bach auf den nächsten 600 Metern den großen Weiler der Gemeinde Täferrot, wobei er nur zu Anfang und gegen Ende des Ortes offen fließt. Unterhalb des Ortes wird der Bach erstmals in der Flur von Gehölz begleitet, die Bachmulde wird zum Kerbtal, an dessen linkem Unterhang nun die Talsteige der Kreisstraße bis zu 20 Höhenmetern über dem Gewässer verläuft.
Nach etwa 300 Metern beginnt der bald geschlossene Talwald, in dem der Bach zu mäandrieren beginnt. Das meist tief ins Gelände eingeschnittene Bett ist bis zu vier Meter und mehr breit, auf dem mit größeren Blöcken überlagerten Grund liegen Felsplatten und Steine. Bei gewöhnlicher Wasserführung fließt dort nur ein kleines Rinnsal mit gelegentlichen Gumpen neben trockenen Schotterbänken, deren Aufschüttung aber ebenso wie der Bachriss zeitweise starken Durchfluss anzeigen. Mancherorts stehen niedrige Felspartien über dem Bach.
Nach über einem Kilometer im Wald und inzwischen in der Gemarkung der Gemeinde Leinzell öffnet sich der linke Unterhang unterhalb der Straßensteige, an der der Leinzeller Wohnplatz Kreuzwasen steht. Vom rechten Hangfuß speist der nahe Hauptmannsbrunnen den Bach, an dessen linkem Ufer nun am unteren Talende ein Tennisplatz angrenzt und ihm gegenüber der Wohnplatz Strütle an der das Leintal am linken Rand seiner Aue herunterführenden K 3258.
In der offenen Flusswiesenaue läuft der Bach unter den Schwarzerlen und Eschen einer begleitenden Galerie gewunden und teilweise von meterhoch aufgeschütteten Wällen eingefasst seine letzten etwa 350 Meter bis zur Lein, die dort am rechten Hangfuß läuft. In einer feuchten Wiese am Bachufer blühen im Frühjahr Trollblumen. Auf etwa 399 m ü. NHN mündet der Laubach in die Lein am Beginn ihres letzten Laufdrittels, nach 3,0 km langem Lauf mit mittlerem Sohlgefälle von etwa 35 ‰ und rund 104 Höhenmeter unterhalb seines Grabenbeginns oberhalb von Utzstetten. Er hat keine dauerhaft wasserführenden Zuflüsse.

### Einzugsgebiet
Der Laubach hat ein 2 km² großes Einzugsgebiet, das naturräumlich zur Frickenhofer Höhe im Unterraum Albuchvorland des Östlichen Albvorlandes rechnet. Es erstreckt sich vom mit etwa 518 m ü. NHN höchsten Punkt an seiner Nordwestspitze nahe dem Striethof südostwärts etwa 3,8 km weit bis zur Mündung und ist überall weniger als 0,7 km breit.
Auf der nach Südosten abfallenden Hochebene ist es bis etwa  1⁄3 km unterhalb von Utzstetten fast überall offen und wird überwiegend als Grünland genutzt. Danach ist das Tal bis an den Rand der Leintalebene im Umfang von etwa einem Siebtel des gesamten Einzugsgebietes bewaldet. Hinzu kommen noch in sehr geringem Maße Wiesen am linken Untertalhang und neben der Lein.
Nur etwa 4 % der Fläche ganz im Nordwesten gehören zur Gemeinde Ruppertshofen, deren Einzelhof Striethof auf der obersten rechten Wasserscheide steht. Mündungsnahe etwa 8 % gehören zur Gemeinde Leinzell, deren Wohnplatz Kreuzwasen am linken Untertalhang steht, der Wohnplatz Strütle am Rande der Leintalaue dagegen auf der Wasserscheide. Im weit überwiegenden Gebietsanteil der Gemeinde Täferrot ist der Weiler Utzstetten beidseits des beginnenden Mittellaufs der einzige Siedlungsplatz und der mit Abstand größte des ganzen Einzugsgebietes.
Das Einzugsgebiet des Laubachs wird eingefasst vom Einzugsgebiet des Sulzbachs jenseits der rechten und von dem des Götzenbachs jenseits der linken Wasserscheide; die beiden Nachbargewässer laufen fast parallel zum Laubach ober- bzw. unterhalb von ihm zur Lein.

### Zuflüsse und Seen
- Durchfließt auf etwa 498 m ü. NHN[LUBW 1] den Feuersee am oberen Ortsrand von Utzstetten, 17 Ar.[LUBW 6]
- Hat Zufluss vom Hauptmannsbrunnen auf etwa 420 m ü. NHN[LUBW 1] am rechten Hangfuß kurz vor den Tennisplätzen bei Strütle.

## Geologie
Im Einzugsgebiet des Laubach liegen größtenteils Schichten des Schwarzjuras im Untergrund. Diese sind aber bis unterhalb von Utzstetten durch Lösssediment aus quartärer Ablagerung überdeckt, so dass die einzigen Stellen, wo Schwarzjura direkt ansteht, die beiden vorderen Bergsporne zum Leintal zu beidseits des eingekerbten Untertals sind. Dort liegen Angulatensandstein und darunter Psilonotenton. Das Untertal selbst liegt abwärts von Utzstetten und schon vor der Waldgrenze im Mittelkeuper; der Bach kerbt sich dort durch den Knollenmergel (Trossingen-Formation) bis in den Stubensandstein (Löwenstein-Formation), in dessen Schichthöhe er auch mündet.
Der Laubach läuft von seinem Grabenanfang bis zum Knollenmergel in einem holozänen Schwemmlandband, das sogar schon oberhalb des Grabenbeginns in der sich weiter nordwestwärts erstreckenden Talmulde einsetzt. Ab dem Tennisplatz am Talmund zum Leintal bis zur Mündung läuft er dann in dessen holozänen Auenlehmen.
Vermutlich streicht über das Untertal eine Störung von West nach Ost, die den Talgrund noch im Bereich des Lettenkeupers quert. Unmittelbar südlich von ihr ist eine größere Scholle am rechten Talhang auf den obersten Lettenkeuper hinabgerutscht.

## Natur und Schutzgebiete
Das Tal des Laubachs unterhalb von Utzstetten gehört zum Landschaftsschutzgebiet  Welzheimer Wald mit Leintal. Der kleine Ruppertshofener Gebietsanteil im Norden liegt im Naturpark Schwäbisch-Fränkischer Wald.

## Tourismus
Ein mit blauem Punkt markierter Wanderweg des Schwäbischen Albvereins von Eschach nach Täferrot quert den Bachlauf in Utzstetten.

### LUBW
Amtliche Online-Gewässerkarte mit passendem Ausschnitt und den hier benutzten Layern: Lauf und Einzugsgebiet des Laubachs

Allgemeiner Einstieg ohne Voreinstellungen und Layer: Daten- und Kartendienst der Landesanstalt für Umwelt Baden-Württemberg (LUBW) (Hinweise)
1. 1 2 3 4  Höhe nach dem Höhenlinienbild auf dem Hintergrundlayer Topographische Karte.
2. ↑  Höhe nach grauer Beschriftung auf dem Hintergrundlayer Topographische Karte.
3. ↑  Länge nach dem Layer Gewässernetz (AWGN).
4. ↑  Einzugsgebiet abgemessen auf dem Hintergrundlayer Topographische Karte.
5. ↑  Natur teilweise nach dem Layer Geschützte Biotope.
6. ↑  Seefläche nach dem Layer Stehende Gewässer.
7. ↑  Schutzgebiete nach den einschlägigen Layern.

### Andere Belege
1. ↑  Modellierte Werte nach Abfluss-BW Gewässerknoten MQ/MNQ
2. ↑  Hansjörg Dongus: Geographische Landesaufnahme: Die naturräumlichen Einheiten auf Blatt 171 Göppingen. Bundesanstalt für Landeskunde, Bad Godesberg 1961. → Online-Karte (PDF; 4,3 MB)
3. ↑  Geologie nach den Layern zu Geologische Karte 1:50.000 auf: Mapserver des Landesamtes für Geologie, Rohstoffe und Bergbau (LGRB) (Hinweise)